# Бедрик Віктор Леонідович
Віктор Леонідович Бедрик (рос. Виктор Леонидович Бедрик) — російський військовий, нині військовий начальник Херсонської військово-цивільної адміністрації. Має звання полковника.

## Кар'єра
У 2022 році брав участь у російському вторгненні в Україну. На початку березня його призначили військовим комендантом окупованої Херсонської області.